# 陈容 (声乐家)
陳容（英語：Armando Chin Yong，1958年7月6日—2011年2月2日），馬來西亞聲樂家，也是唯一曾先後在歐洲和亞洲歌劇殿堂演出的馬來西亞華裔男高音。 他學習聲樂於意大利羅馬和奥地利維也納，曾在歐洲數個歌唱比賽中獲得優秀成績和好評。
陳容於2011年2月2日在吉隆坡住家附近遛狗時，因心臓問題而與世長辞，享年52歲，留下遺孀祝書婉（Chu Shoo Woan）和12歲獨子陳毅（Ian Chin Yi）。

## 注腳
1. ↑  Ho, Lisa. . Kakiseni. 2006-07-04  [2009-11-23]. （原始内容存档于2009-11-23）.
2. ↑  Bhatt, Himanshu. . 新海峽時報. 2004-10-31  [2009-11-23]. （原始内容存档于2009-11-23）.
3. ↑  Pages 9 and 10 of write-up on the 19th World Chinese Church Music Conference. http://www.waccm.com/images/19th_Camp_Lecturers.pdf （页面存档备份，存于）
4. ↑  Statement by Armando Chin Yong's widow, Chu Shoo Woan on 5 February 2011.
5. ↑  . 星洲日報. 2011-02-03  [2011-02-11]. （原始内容存档于2011-02-03）.

## 外部連結
- 音契